# Baie de Baly
La baie de Baly est une baie de la côte ouest de Madagascar, partie du canal de Mozambique. Son environnement est protégé par le parc national de la Baie de Baly. Elle compte quelques îles dont celle de Marotia.

## Baie de Baly

### Géographie
La Baie de Baly est située sur la côte nord-ouest de Madagascar, dans la région Boeny, près de la ville de Soalala. Elle s’ouvre sur le canal du Mozambique et est caractérisée par un paysage mêlant plages, mangroves, forêts sèches et savanes.
Cette baie est une zone naturelle protégée en raison de sa biodiversité unique et de son importance écologique.

## Climat
Le climat de la baie de Baly est tropical sec, avec une saison des pluies de novembre à avril et une saison sèche marquée le reste de l’année.

## Biodiversité
La baie fait partie du Parc national de la Baie de Baly, qui protège de nombreuses espèces animales et végétales.
La tortue angonoka (Astrochelys yniphora), l’une des tortues les plus rares et les plus menacées au monde.
Des lémuriens, dont le Propithèque couronné (Propithecus coronatus).
Des oiseaux aquatiques, comme l’ibis sacré de Madagascar (Threskiornis bernieri) et des hérons.
Des crocodiles du Nil, présents dans les rivières et marécages. 

## Flore
Mangroves qui jouent un rôle essentiel dans la protection des côtes et la biodiversité marine.
Forêts sèches, abritant des espèces végétales adaptées à la faible disponibilité en eau.
Parc national de la Baie de Baly
Créé en 1997, le Parc national de la Baie de Baly couvre une grande partie de la baie et vise à protéger ses écosystèmes. Il est géré par Madagascar National Parks (MNP) en collaboration avec les communautés locales.

## Activités et tourisme
Le Parc national de la Baie de Baly, bien que méconnu, est l'une des plus remarquables aires protégées de Madagascar. S'étendant sur 57 412 hectares, il regroupe six écosystèmes distincts, offrant un cadre exceptionnel où cohabitent des espèces dont l'association serait improbable ailleurs. Accessible en voiture ou en avion depuis Majunga, il constitue un véritable sanctuaire de biodiversité.
Son emblème est la tortue à soc, ou Angonoka (Astrochelys yniphora), une espèce rarissime et endémique de Madagascar. Elle ne se trouve que dans les fourrés de Perrierbambos madagascariensis, végétation spécifique de la région.
Le parc est irrigué par plusieurs plans d'eau, dont quatre lacs permanents (Sariaka, Atsandramatsibe, Atsandramatsikely et Ankidroabe) et l'océan. Ce territoire abrite une faune et une flore exceptionnelles, notamment des colonies de grands oiseaux migrateurs et des tortues d’eau douce endémiques (Erymnochelys madagascariensis). En reconnaissance de sa richesse aviaire, BirdLife International l’a classé Important Bird Area (IBA) depuis 2001.
Randonnées dans les forêts sèches et les savanes, à la découverte des lémuriens et des oiseaux.
Excursions en pirogue dans les mangroves, pour observer la faune aquatique.
Découverte des plages isolées et des eaux turquoise du canal du Mozambique.

## Accès
La baie de Baly est accessible depuis Mahajanga, mais le trajet est difficile, nécessitant un véhicule tout-terrain et plusieurs heures de route. L’accès par bateau est aussi possible depuis certains points côtiers. 

## Conservation et enjeux
La baie de Baly et son parc national sont menacés par :
Le braconnage de la tortue angonoka, ciblée par le trafic international.
La déforestation, causée par l’agriculture sur brûlis et l’exploitation illégale du bois.
La pêche non réglementée, qui affecte les écosystèmes marins.
Des projets de conservation impliquant les communautés locales et des ONG tentent de préserver cette zone unique.